# Debro
Debro – wieś w Słowenii, w gminie Laško. W 2018 roku liczyła 161 mieszkańców.